# Stazione di Manchester Oxford Road
Manchester Oxford Road  è una stazione ferroviaria della città di Manchester, Regno Unito.
Si trova all'incrocio tra Oxford Street e Whitworth Street West, ed è una stazione sopraelevata sulla linea che va dalla stazione di Manchester Piccadilly a Manchester Deansgate.
La stazione serve la parte meridionale del centro della città, incluse la University of Manchester e la Manchester Metropolitan University. Serve anche la zona dei centri commerciali e gli uffici della BBC di Manchester.
La stazione ha biglietteria, sale d'attesa, bagni, ristorante ed edicola.
Questa stazione si trova sulle linee Liverpool - Manchester e Manchester - Preston.

## Storia
La stazione fu aperta da Manchester South Junction and Altrincham Railway (MSJAR) il 20 luglio 1849 con il nome di Oxford Road e ne fu l'ufficio centrale dall'apertura fino al 1904. All'apertura aveva solo 2 marciapiedi ed edifici in legno temporanei. Altri marciapiedi furono aggiunti nel 1857 in occasione della Manchester Art Treasures Exhibition nella vicina Trafford. Nel 1874 la stazione fu completamente ricostruita con tre binari passanti e due tronchi.
Nel 1960 la vecchia stazione venne rimpiazzata dall'edificio odierno progettato dagli architetti W. R. Headley e Max Glendinning. La struttura fu concepita con uno stile particolare e costruita in cemento e legno le cui curve ricordano il Teatro dell'opera di Sydney.